# Inoue Masaoto
Inoue Masaoto (井上正巳, né le 10 février 1856 et mort le 14 septembre 1921) est un daimyo de l'époque d'Edo, dernier seigneur du domaine de Shimotsuma. Son titre de cour est Iyo no kami. Sous sa direction, Shimotsuma combat du côté du domaine d'Aizu durant la guerre de Boshin.
Masaoto est fait vicomte (shishaku) dans le nouveau système nobiliaire de l'ère Meiji.

## Source de la traduction
- (en) Cet article est partiellement ou en totalité issu de l’article de Wikipédia en anglais intitulé « Inoue Masaoto » (voir la liste des auteurs).